# Maotianshan

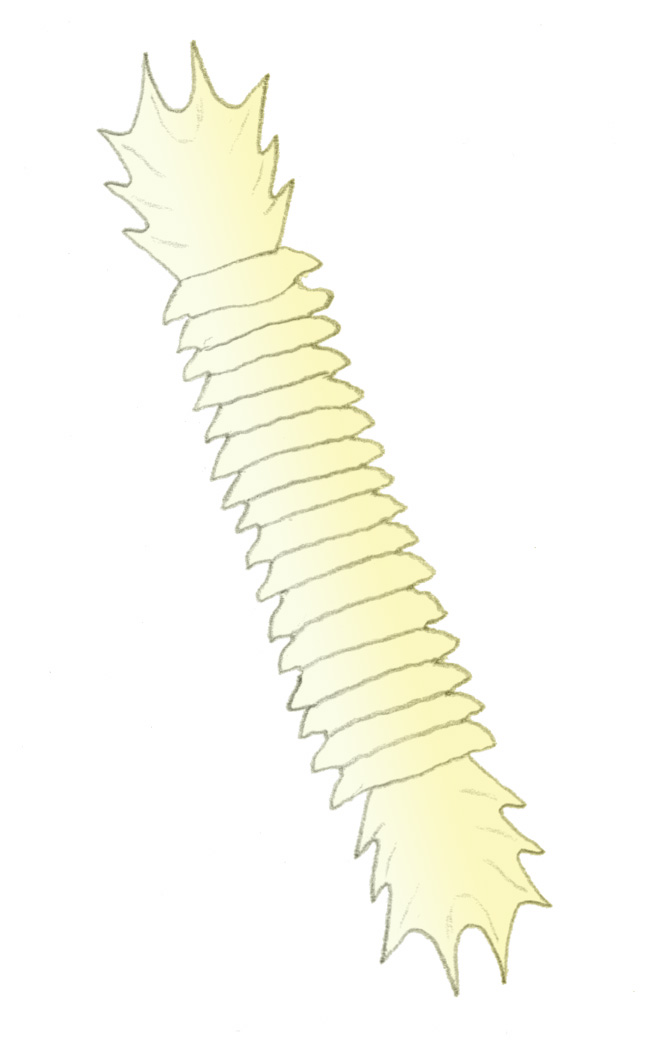
La ricostruzione di un Urokodia, artropode estinto

Gli scisti di Maotianshan sono una serie di depositi del basso Cambriano famosi per il loro Konservat Lagerstätten. Essi prendono il loro nome dal monte Maotian, situato nella contea di Chengjiang, provincia di Yunnan, Cina. Le rocce contengono una fauna ben conservata, denominata "fauna di Chengjiang", tra cui Maanshania, Urokodia, Maotianshania cylindrica, Batofascicolo e Retifacie. Diversi taxa del giacimento sono stati ritrovati anche sul più famoso e più recente sito di Burgess in Canada o quello di Emu Bay in Australia, anch'esso più recente. Il giacimento di scisto di Maotianshan è stato scoperto nel 1984 da Xianguang Hou. Il sito è iscritto dal 2012 al Patrimonio dell'umanità dell'UNESCO con la denominazione "Sito fossile di Chengjiang", malgrado il giacimento si trovi a circa 60 km a Nord-Ovest di Chengjiang. Gli shale di Maotianshan risalgono almeno a 518 milioni di anni fa. Questi shale, oltre al "biota di Chengjiang", contengono anche il più recente "biota di Guanshan", nella contea di Malong, provincia di Yunnan.

## Storia e significato scientifico
Sebbene i fossili della regione fossero noti fin dalla prima parte del X secolo, Chengjiang deve la sua importanza ad il loro ottimo stato di conservazione, con la scoperta del 1984 della Naraoiid Misszhouia, un organismo a corpo molle affine ai trilobiti. Da allora, la località è stata intensamente studiata dagli scienziati di tutto il mondo, producendo un flusso costante di nuove scoperte e innescando un ampio dibattito scientifico sull'interpretazione delle scoperte. Durante questo periodo, i taxa sono stati rivisti o riassegnati a gruppi diversi. Le interpretazioni hanno portato a perfezionamenti della filogenesi dei gruppi e all'erezione del nuovo phylum di deuterostomi primitivi Vetulicolia. 
Il biota di Chengjiang presenta tutti i gruppi animali trovati nell'argillite di Burgess; tuttavia, essendo dieci milioni di anni più antico, supporta maggiormente la deduzione che i metazoi si siano diversificati prima o più velocemente nel basso Cambriano rispetto a quanto dimostrato dalla sola fauna di Burgess. La conservazione di un'associazione faunistica estremamente diversificata rende il giacimento di Maotianshan il più importante al mondo per comprendere l'evoluzione della prima vita multicellulare, in particolare i membri del phylum Chordata, che comprende tutti i vertebrati. I fossili di Chengjiang comprendono la più antica associazione metazoana sopra la transizione proterozoica - fanerozoica e, quindi, la migliore fonte di dati della documentazione fossile per comprendere l'apparentemente rapida diversificazione della vita nota come esplosione cambriana. 

## Conservazione e tafonomia

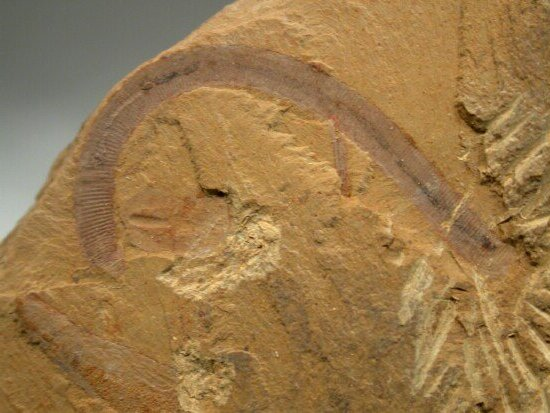
Maotianshania cylindrica, un verme fossile Nematomorpha del basso Cambriano, Chengjiang, argillite di Maotianshan.

I fossili si trovano in una sezione di mudstone di spessore 50 metri (160 ft) nel Membro Yuanshan della Formazione di Qiongzhusi. Il Membro Yuanshan è esteso e copre più di 10 000 chilometri quadri (3 900 mi²) della provincia orientale dello Yunnan, nella quale sono presenti molti affioramenti sparsi che contengono fossili. Gli studi sulla stratigrafia sono coerenti con un ambiente tropicale caratterizzato da cambiamenti del livello marino e attività tettonica. Si ritiene che la regione fosse un mare poco profondo con un fondale fangoso. La fauna preservata è principalmente bentonica e fu probabilmente sepolta da periodiche correnti di torbida, poiché la maggior parte dei fossili non mostra prove di trasporto post mortem. Come nei più recenti fossili di Burgess, il paleoambiente ha permesso la conservazione di parti a corpo molle non mineralizzate. I fossili si trovano in strati sottili spessi meno di un pollice (meno di 2,5 cm). Le parti molli sono conservate come pellicole di alluminosilicato, spesso con alto contenuto di ferro ossidato e mostrano dettagli particolareggiati.
Le stratificazioni di Chengjiang hanno risentito dell'azione degli eventi atmosferici molto profondamente, come evidenziato dal loro basso peso specifico (cioè, sono molto leggeri).

## Fauna di Chengjiang

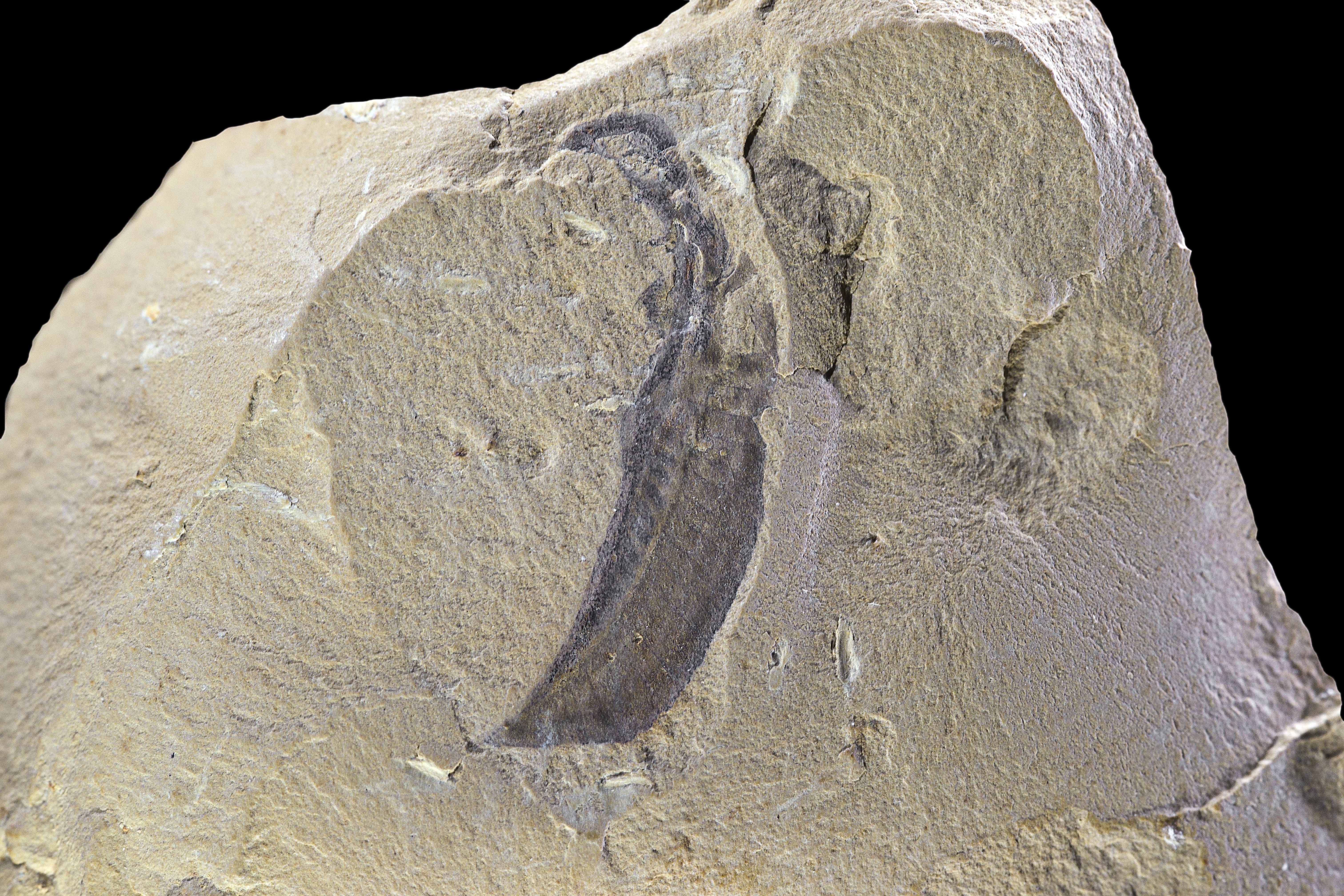
Haikouella lanceolata, argillite di Maotianshan

Il biota di Chengjiang comprende un'associazione faunistica estremamente diversificata, con circa 185 specie descritte in letteratura al giugno 2006. Di queste, quasi la metà sono artropodi, alcuni dei quali possedevano esoscheletri duri e rinforzati da minerali caratteristici di tutti gli artropodi successivi; solo il 3% circa degli organismi conosciuti di Chengjiang ha gusci duri. La maggior parte di questi sono trilobiti (dei quali ne sono stati ritrovati sei specie), tutti trovati con tracce di zampe, antenne e altre parti molli del corpo, un evento estremamente raro nella documentazione fossile. Sono ben rappresentati anche i phylum Porifera (spugne, 15 specie) e Priapulida (16 specie). Altri phyla rappresentati sono Brachiopoda, Chaetognatha, Cnidaria, Ctenophora, Echinodermata, Hyolitha, Nematomorpha, Phoronida e Chordata. Possibili molluschi includono Wiwaxia e Nectocaris. Circa un organismo su otto è una forma problematica di affinità incerta, alcuni dei quali potrebbero essere stati esperimenti evolutivi sopravvissuti solo per un breve periodo, in quanto gli ambienti bentonici cambiarono rapidamente nel Cambriano. Chengjiang è la più ricca fonte di Lobopodia, un gruppo che comprende molti panartropodi primitivi, con sei generi rappresentati: Luolishania, Paucipodia, Cardiodictyon, Hallucigenia (nota anche dall'argillite di Burgess), Microdictyon e Onychodictyon.
Forse i fossili più importanti di Chengjiang sono otto possibili membri del phylum Chordata, il phylum a cui appartengono tutti i vertebrati. La più famosa è la Myllokunmingia, probabilmente una agnatide molto primitiva (cioè un pesce senza mascella). Simile alla Myllokunmingia è Haikouichthys ercaicunensis, un altro animale primitivo simile a un pesce. 
L'enigmatico Yunnanozoon lividum è considerato il primo emicordato; infatti possiede molte delle caratteristiche specifiche dei cordati e fornisce un collegamento anatomico tra invertebrati e cordati. La Haikouella lanceolata è descritta come il più antico cordato simile ai Craniata. Questo animale simile a un pesce ha molte somiglianze con Y. lividum, ma differisce in diversi aspetti: ha un cuore riconoscibile, aorta dorsale e ventrale, filamenti di branchia e una notocorda (corda neurale). 
Allo stato attuale, non vi è accordo sulla classificazione della Vetulicola, rappresentata da undici specie nel giacimento di Chengjiang. Originariamente descritta come crostaceo artropode, la Vetulicola è stata successivamente eretta a un nuovo phylum di deuterostomi primitivi da D.G. Shu ed altri (Shu 2001). Un altro ricercatore l'ha collocata con gli urocordati, basandosi sull'affinità putativa con il phylum Chordata. Si pensa che fossero nuotatori filtratori o detritivori. 
Circa due dozzine di animali del biota di Chengjiang sono problematici per quanto riguarda la loro filogenesi. Tra questi, Anomalocaris saron, il presunto terrificante predatore del basso Cambriano, è il più famoso. Poi la Stromatoveris psygmoglena, che Shu (2006) ha recentemente descritto come un possibile legame mancante bilatero tra fronde dell'Ediacarano e ctenofori cambriani. Inoltre, il  Cambrocornulitus, che aveva un guscio tubolare probabilmente biomineralizzato. Quest'ultimo condivide alcune affinità con cornulitidi e lophophorati.

## Fauna di Guanshan
La fauna di Guanshan è simile alla fauna di Chengjiang, ma contiene anche Vetulicolians.

## Galleria d'immagini

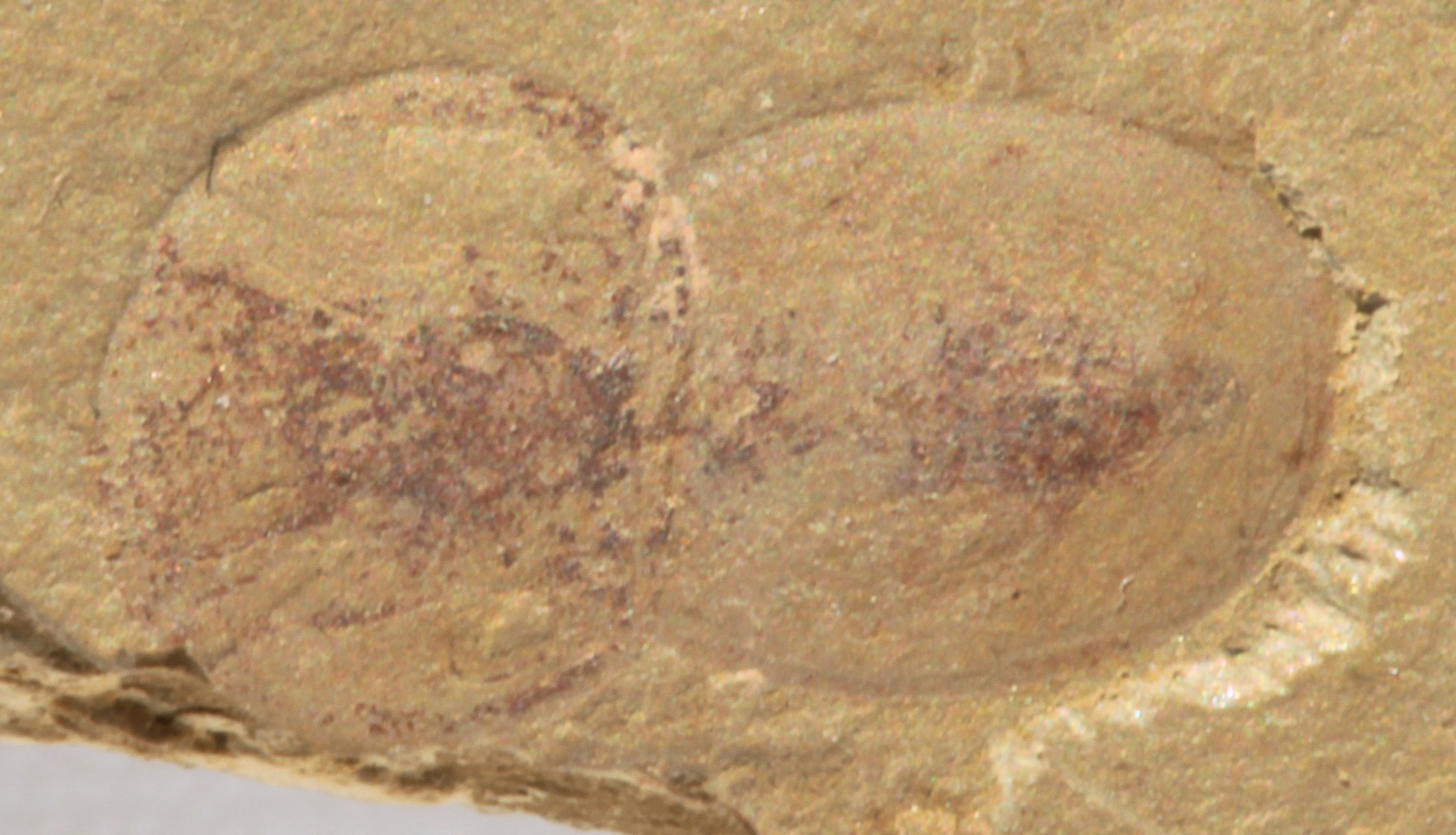
Misszhouia longicaudata
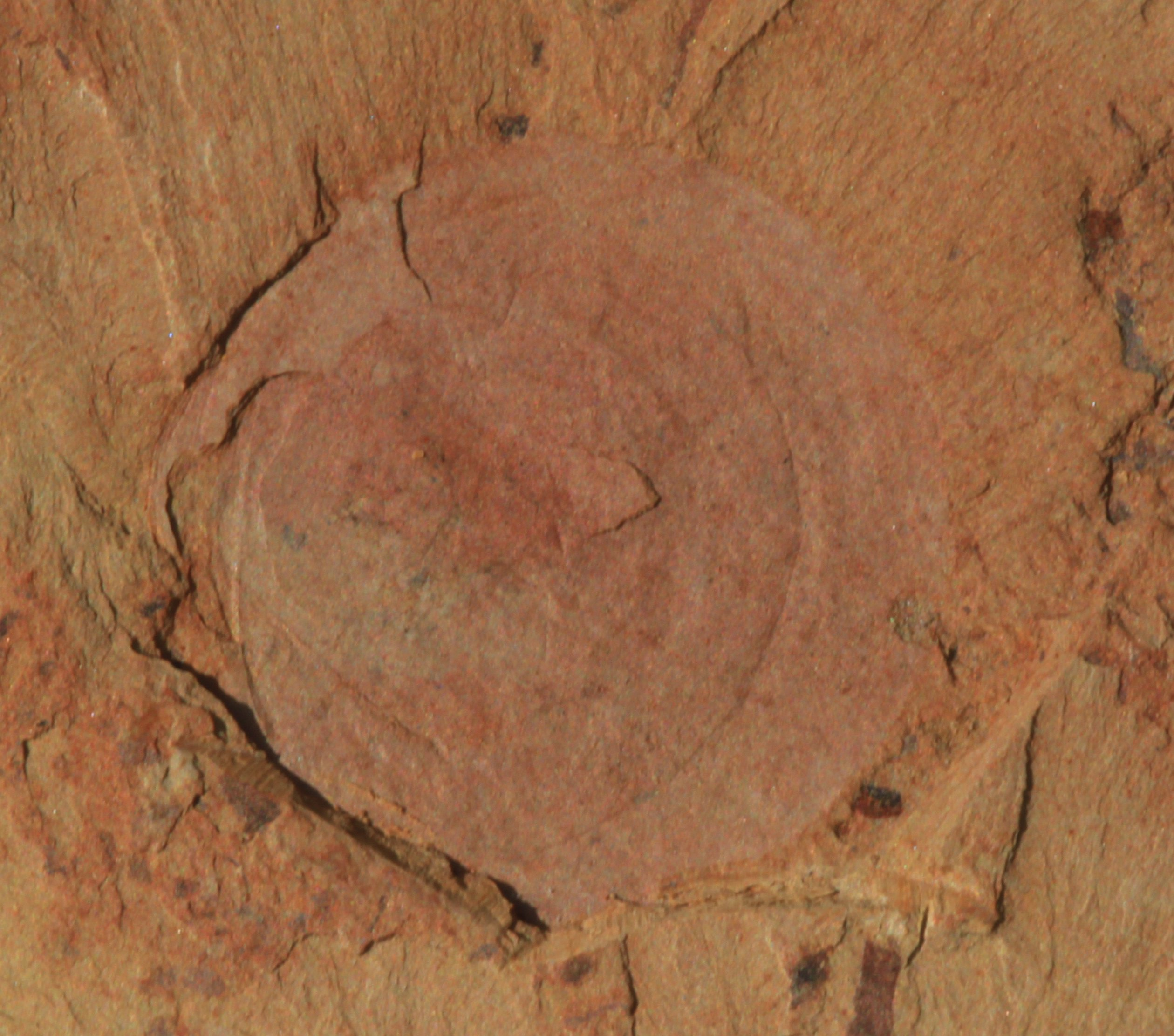
Heliomedusa orienta
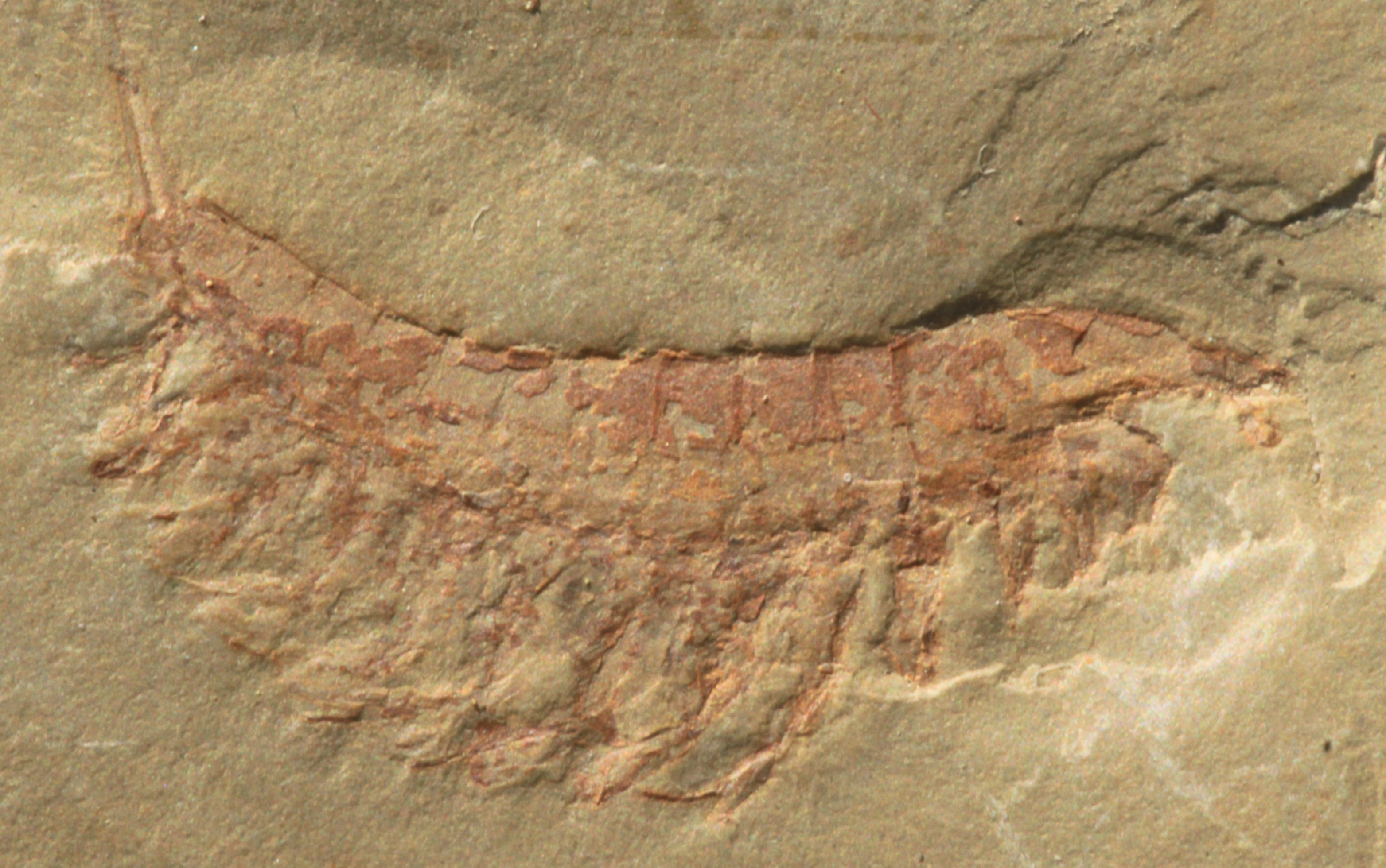
Leanchoilia illecebrosa